# Frans De Vriendt
Jan Frans De Vriendt (Lier, 4 juni 1829 – Borgerhout, 16 april 1919) was een Belgische kunstenaar.

## Biografie
De Vriendt leefde en werkte als beeldhouwer te Borgerhout. Hij volgde zijn opleiding (van 1847 tot 1859) aan de academiën van Mechelen en Antwerpen. Catharina Maria Philomina Eulaers was zijn echtgenote. Uit deze gemeenschap werden enkele kinderen geboren:
- één ervan, met name Johannes Henricus Gustavus De Vriendt (° Borgerhout, 9 augustus 1869) werd beeldhouwer, net zoals zijn vader;
- een andere, te weten Franciscus Jacobus Ludovicus De Vriendt[3] (Borgerhout, 2 september 1886 of 1874[4] - Springs, 27 juli 1946) werd aanvankelijk eveneens beeldhouwer maar nadien theateracteur. Hij trad veelal op in Zuid-Afrika en overleed aldaar.

Frans De Vriendt vervaardigde monumentale beelden in steen, brons of hout, evenals portret-reliëfs en bas-reliëfs. Zijn cliënteel was in hoofdzaak Belgisch, maar hij had ook buitenlandse klanten: bijvoorbeeld in het Verenigd Koninkrijk en in Nederland.
Hij leverde aan meer dan dertig gebedsplaatsen een kruisweg, onder meer aan kerken van Mechelen, Hoboken, Merksplas, Schilde, Stabroek en Tollembeek.
In de zestiger jaren van de 19-de eeuw was Frans De Vriendt leermeester "Beeldhouwkunst" aan de Academie voor Schone Kunsten te Antwerpen.
De Nederlandse beeldhouwer Hendrik van der Geld (1838-1914) studeerde vanaf omstreeks 1863 tot 1870 te Antwerpen en ontving van hem vorming.
De Vriendt overleed in de ouderdom van 89 jaar. De teraardebestelling geschiedde op de Borgerhoutse begraafplaats Silsburg, maar zijn graf bestaat thans niet meer.
De plaatselijke bevolking heeft hem geëerd door de Frans De Vriendtstraat naar hem te noemen.

## Werken(Selectie)

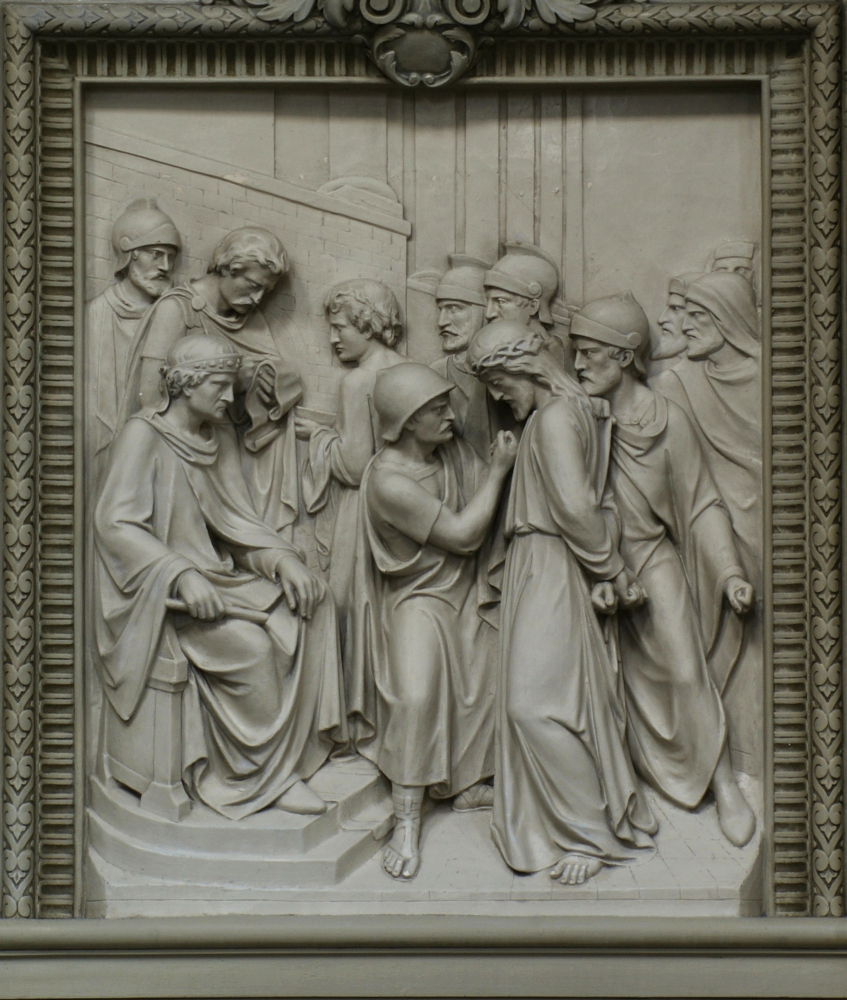
Kruisweg (bas-reliëf) in de H. Familie en St-Corneliuskerk te Borgerhout. Gemaakt omstreeks 1880.

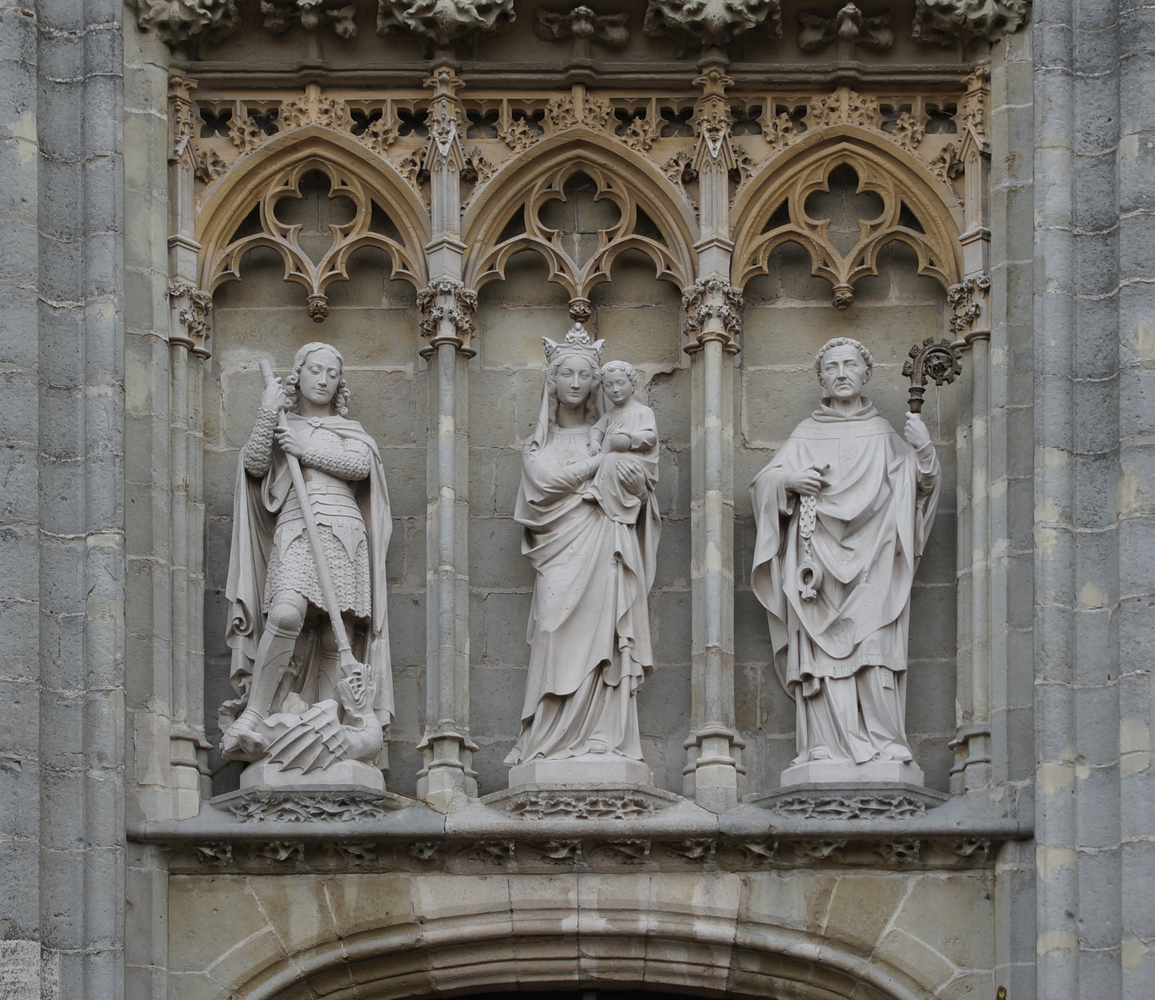
Beelden van Michaël, Maria en Leonardus, boven het portaal van de Sint-Leonarduskerk te Sint-Lenaarts (na 1885).

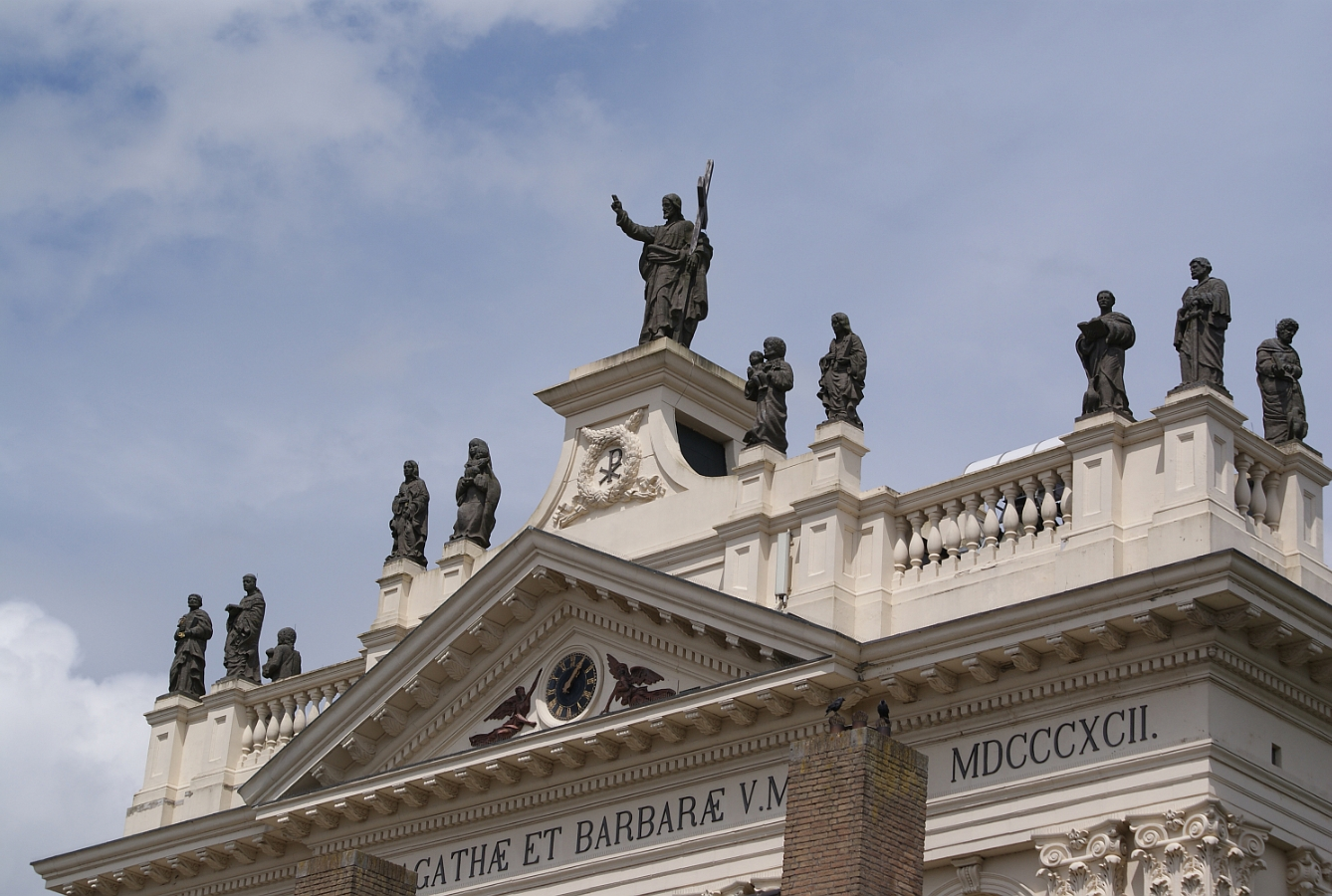
Basiliek van de H.H. Agatha en Barbara te Oudenbosch. Beeld Salvator Mundi boven de voorgevel (na 1890).

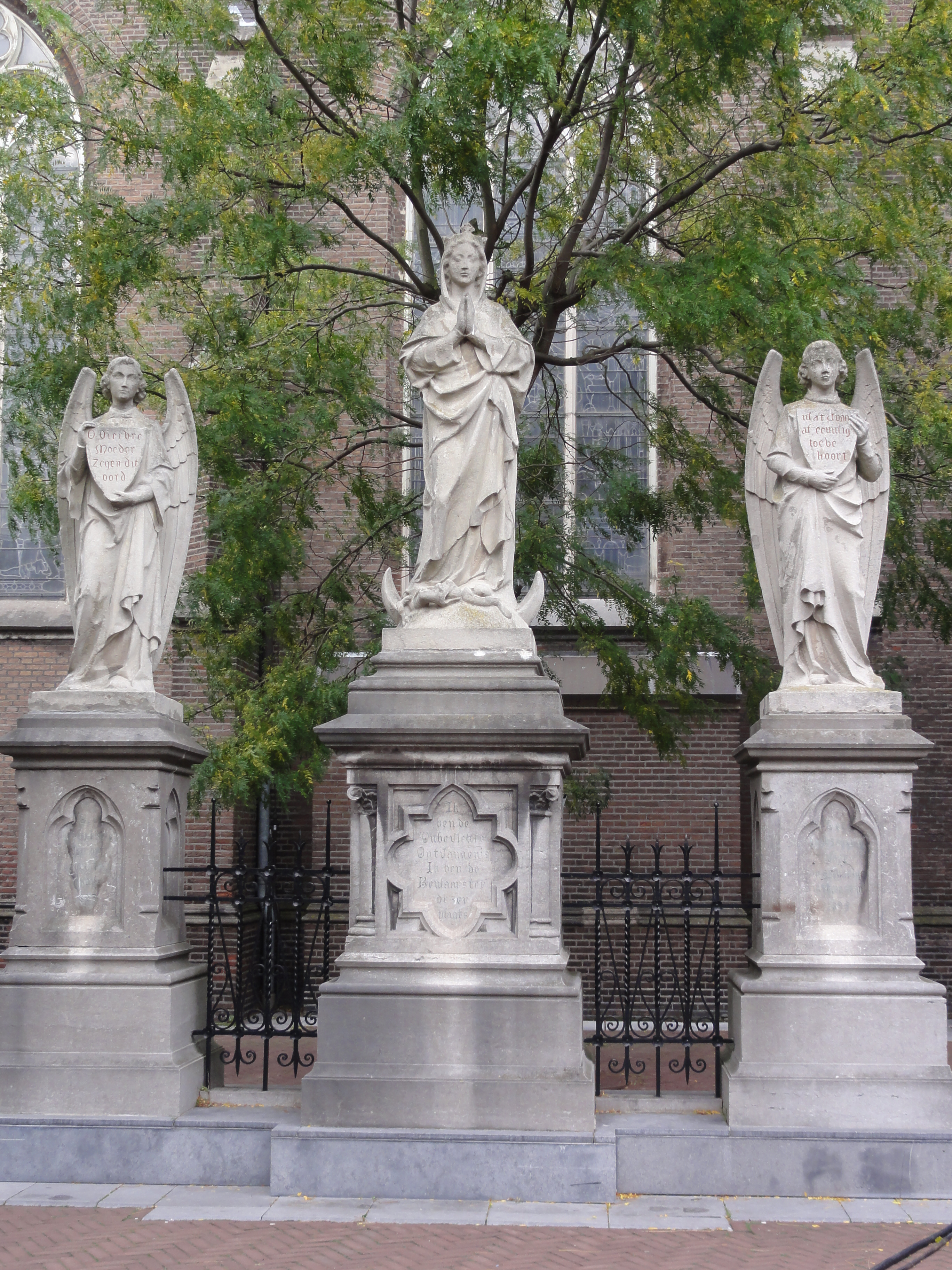
Beeldengroep te Oss (1893) gemaakt in samenwerking met Lambert Hezenmans.

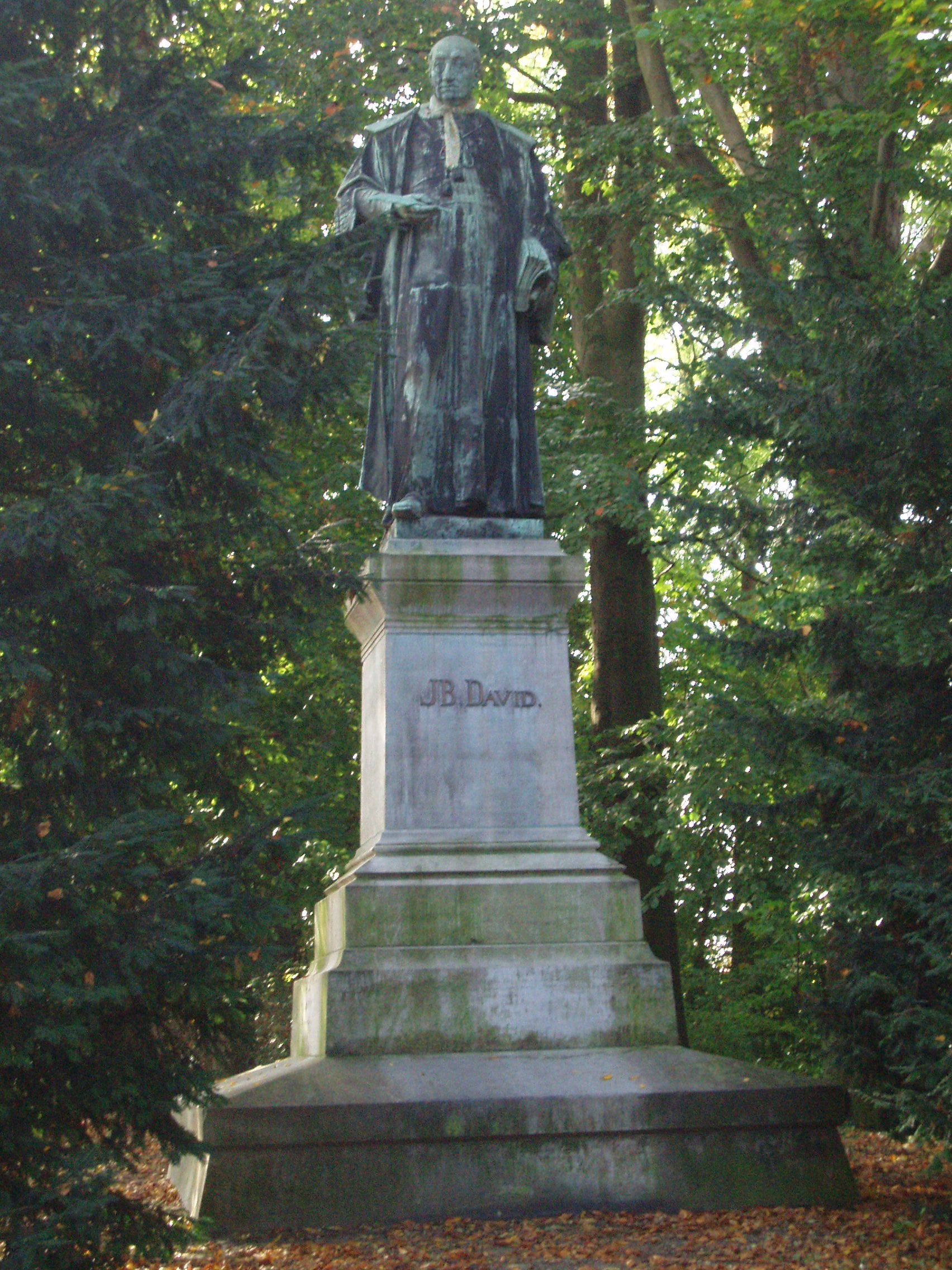
Bronzen beeld van Kanunnik Jan Baptist David (1897) te Lier.

- Bergen op Zoom, Sint Catharinakapel (Franciscanessenklooster).

Kruisweg.
- Brugge, Sint-Gilliskerk.

Neogotische kruisweg.
- Geffen, Maria Magdalenakerk.

Kruisweg.
- Haacht (Tildonk), Kruineikestraat 5. Sint-Angelaschool- en klooster.

Neogotische houten communiebank.
- Kwadendamme, Sint-Bonifatiuskerk.

Kruisweg.
- Mechelen: Onze-Lieve-Vrouw van Hanswijkkerk.

Jezusbeeld: "Ecce Homo".
- Rumst, Sint-Pieterskerk.

Beelden.
- Sint-Lenaarts: Sint-Leonarduskerk.

Gepolychromeerde sculpturen van het hoofdaltaar.
- 1870: Broechem, Kerk van Onze-Lieve-Vrouw-Geboorte.

Kruisweg: Twee van de veertien staties.
- 1872: Antwerpen, Lange Leemstraat 78, hoekhuis met de Korte Leemstraat.

Architecturaal sculptuur: Madonnabeeld op de hoek van het huis.
- 1872: Borgerhout, Laar.

Kruisweg in de vorige Onze Lieve Vrouw ter Sneeuw-kerk (gebouwd van 1841 tot 1843, en verwoest bij een bombardement in 1944, gedurende de Tweede Wereldoorlog).
- 1873: Brugge,  H. Magdalenakerk.

Kruisweg.
- 1874: Lier, Sint-Jozef en Bernarduskerk.

Beeld van Onze-Lieve-Vrouw met het kind Jezus, evenals de kruisweg.
- 1875: Birmingham, kathedraal.

Kruisweg.
- circa 1877: Minderhout, Sint-Clemenskerk.

Kruisweg.
- 1878: Alsemberg, Onze-Lieve-Vrouwekerk.

Kruisweg.
- na 1878: Gouda.

Kruisweg in de Kleiwegkerk. Deze bidplaats, met inbegrip van zijn meubilair, werd verwoest in 1964.
- circa 1880: Borgerhout, Koxplein. Kerk van de H. Familie en Sint-Cornelius.

Kruisweg.
- 1881: Borgerhout, Laar.

Buste van de Borgerhoutste burgemeester Cornelius Eliaerts (1813-1880).
- na 1885: Sint-Lenaarts, Sint-Leonarduskerk.

Beelden van de H.H. Michaël, Maria en Leonardus, boven het portaal.
- 1886: Rucphen (Roosendaal). Sint-Willebrordkerk te Sint-Willebrord.

Heilig Hartbeeld.
- 1887: Achtmaal, Heilige Corneliuskerk.

Mariabeeld.
- 1890: Oudenbosch, Sint-Louisplein.

1) Portretreliëf van Pastoor Hellemons en Vader Vincentius.
2) Beeld van Maria met kind.
- na 1890: Oudenbosch, Basiliek van de H.H. Agatha en Barbara.

Beeld Salvator Mundi (meer dan 4 meter hoog), kostprijs 1200 fl. De witte pater Père de Louw stond hiervoor model.
- 1891: Hernen-Leur (Wijchen). Sint-Judocuskerk.

Kruisweg.
- 1893: Oss, Monsterstraat.

Beeldengroep: Triomferende Maria geflankeerd door twee engelen (naar een ontwerp van Lambert Hezenmans).
- 1894: Sint-Lenaarts: Sint-Leonarduskerk.

Gepolychromeerd beeld van de H. Maria.
- 1895: Antwerpen, Paardenmarkt 109.

Beeld van Onze-Lieve-Vrouw met het Kind. Oorspronkelijk geplaatst in de Van Craesbeeckstraat, aan de hoek met de Willem Lepelstraat. Nadien overgebracht naar de Paardenmarkt.
- 1897: Lier. Langs de stadsvest, nabij de Antwerpsestraat.

Ontwerp van een monumentale bronzen beeld van de geschiedkundige Kanunnik Jan Baptist David (1801-1886). Gegoten door bronsgieterij "Gebroeders Van Aerschot"  uit  Leuven, en bewerkt door steenhouwer E. Vandenbrande.
- 1898: Hasselt, Leopoldplein.

Standbeeld: De Boerenkrijger. Gemaakt samen met Alfons Baggen.
- 4-de kwartaal van de 19-de eeuw:

1) Antwerpen, Oever 14. - Kloosterkerk der paters Franciscanen of Recolletten.
a) Beeld: Madonna met kind.
b) Neogotische communiebank.
2) Broechem, kerk van Onze-Lieve-Vrouw-Geboorte.
a) Beeld van Sint-Antonius Abt.
b) Beeld van de H. Donatus van Munstereifel.
c) Beeld van de H. Hubertus.
d) Beeld van de H. Petrus - apostel.
e) Beeld van de  H. Rochus van Montpellier.
3) Oudenbosch, Markt 57. Basiliek van de H.H. Agatha en Barbara.
44 van de 50 grote beelden in de kerk.
4) Heeswijk-Dinther (Bernheze), Sint-Servatiuskerk.
Kruisweg.
- 1902: Beernem, Sint-Amanduskerk.

Gepolychromeerde kruisweg.
- 1909: Huldenberg, Kloosterkapel van Keyhof.

Kruisweg.
- RKD-Nederlands Instituut voor Kunstgeschiedenis: 21118